# ドキドキベイビー/黄昏交差点
「ドキドキベイビー/黄昏交差点」（ドキドキベイビー/たそがれこうさてん）は、真野恵里菜のメジャー11枚目のシングル。2012年2月22日にhachamaから発売された。

## 概要
初回生産限定盤A・B・C、通常盤の4種リリースで、初回生産限定盤Aには「ドキドキベイビー」のミュージック・ビデオのDance Shot Ver.が収録されたDVDが付属しており、初回生産限定盤Bには「黄昏交差点」のミュージック・ビデオが収録されたDVDが付属している。また、初回生産限定盤3種には、イベント応募ハガキが封入されている。
「ドキドキベイビー」は、真野恵里菜出演舞台「キバコの会 第三回公演『ギターを待ちながら』」テーマソングである。真野曰く「とてもノリのいい明るい曲」となっている。ミュージック・ビデオのテーマは『ローマの休日』で、王女のアンがローマの街に降り立ったことを意識し、「アイドル・真野恵里菜が秋葉原の街に降り立つ」というものである。なお、撮影は2011年12月3日に秋葉原にて行われ、そのほとんどは屋外にて行われたが、「雨系美少女」の名に違わずその日の天候は雨であった。
「黄昏交差点」は、真野が声優に初挑戦しているオリジナルアニメーションDVD『君のいる町』のテーマソングである。この曲のミュージック・ビデオはショートドラマとして制作された。また、真野の3枚目のアルバム『More Friends Over』に、この曲の続編にあたる曲「永遠〜黄昏交差点 time goes by〜」が収録されている。

## 収録曲
全作詞・作曲：本上遼　編曲：本上遼・原田勝通
1. ドキドキベイビー
2. 黄昏交差点
3. ドキドキベイビー(Instrumental)
4. 黄昏交差点(Instrumental)

## シングルV
2012年2月29日に発売の10枚目のシングルDVD。タイトルは、シングルV「ドキドキベイビー」。シングルとは異なり「黄昏交差点」は収録されていない。

### 収録内容
1. ドキドキベイビー(MUSIC VIDEO)
2. ドキドキベイビー(CLOSE-UP Ver.)
3. メイキング映像